# Phân Viên

Vị trí tại Chương Hóa

Phân Viên (tiếng Trung: 芬園鄉; bính âm: Fēnyuán xiāng) là một hương (xã) của huyện Chương Hóa, tỉnh Đài Loan, Trung Hoa Dân Quốc (Đài Loan). Hương nằm ở khu vực phía đông cua huyrnj và có hình dạng giống chữ "quảng" (ㄏ), các khu vực sườn đồi chiếm 40% diện tích của hương. Trên địa bàn hương có các dòng suối Ô, Ải Liêu, Miêu La thuộc bồn địa Đài Trung. Tổng diện tích của Phân Viên là 38,0824 km², dân số vào tháng 8 năm 2011 là 24.721 người thuộc 6.876 hộ gia đình, mật độ cư trú đạt 649,1 người/km².